# Marathon van Enschede 2008
De marathon van Enschede 2008 vond plaats op zondag 27 april 2008 in Enschede. Het was de 40e editie van deze marathon.
De wedstrijd werd bij de mannen gewonnen door de Keniaan Silas Toek in 2:10.40 en bij de vrouwen door de Poolse Polly Nkambi in 3:12.41.
In totaal finishen er 482 marathonlopers, waarvan 430 mannen en 52 vrouwen.

## Uitslagen

### Marathon
Mannen
| rang   | naam                       | land | tijd    |
| ------ | -------------------------- | ---- | ------- |
| Goud   | Silas Kiplagat             | KEN  | 2:10.40 |
| Zilver | Sammy Kibet                | KEN  | 2:11.49 |
| Brons  | Tekeste Nekatibebe         | ETH  | 2:12.00 |
| 4      | Deriba Bedade              | ETH  | 2:12.00 |
| 5      | Nicholas Chelimo           | KEN  | 2:12.29 |
| 6      | Dereje Deme                | ETH  | 2:13.03 |
| 7      | Abdellah Falil             | MAR  | 2:13.37 |
| 8      | Joseph Mutiso              | KEN  | 2:13.47 |
| 9      | Josephat Yego              | KEN  | 2:16.54 |
| 10     | Yousef El Kalay            | MAR  | 2:17.21 |
| 11     | Hillary Koech              | KEN  | 2:17.25 |
| 12     | John Maluni                | KEN  | 2:18.07 |
| 13     | Cyrus Kataron              | KEN  | 2:18.20 |
| 14     | El-Hassane Ben El Khanouch | MAR  | 2:18.47 |
| 15     | Wilberforce Talel          | KEN  | 2:19.36 |
| 16     | Moses Cherop               | UGA  | 2:22.20 |

Vrouwen
| rang   | naam            | land | tijd    |
| ------ | --------------- | ---- | ------- |
| Goud   | Polly Nkambi    | KEN  | 3:12.41 |
| Zilver | Klara Davina    | NED  | 3:17.31 |
| Brons  | Gabriela Guzman | NED  | 3:22.09 |

### Halve marathon
Mannen
| rang   | naam               | land | tijd    |
| ------ | ------------------ | ---- | ------- |
| Goud   | Christophe Clyncke | NED  | 1:09.40 |
| Zilver | Christoph Hakenes  | GER  | 1:10.17 |
| Brons  | David Stevens      | NED  | 1:11.29 |

Vrouwen
| rang   | naam                 | land | tijd    |
| ------ | -------------------- | ---- | ------- |
| Goud   | Jacqueline Rustidge  | NED  | 1:22.22 |
| Zilver | Kristel Geeroms      | NED  | 1:29.35 |
| Brons  | Katharina Hauertmann | GER  | 1:31.46 |

1947 ·
1949 ·
1951 ·
1953 ·
1955 ·
1957 ·
1959 ·
1961 ·
1963 ·
1965 ·
1967 ·
1969 ·
1971 ·
1973 ·
1975 ·
1977 ·
1979 ·
1981 ·
1983 ·
1985 ·
1987 ·
1989 ·
1991 ·
1992 ·
1993 ·
1994 ·
1995 ·
1996 ·
1997 ·
1998 ·
1999 ·
2000 ·
2001 ·
2002 ·
2003 ·
2004 ·
2005 ·
2006 ·
2007 ·
2008 ·
2009 ·
2010 ·
2011 ·
2012 ·
2013 ·
2014 ·
2015 ·
2016 ·
2017 ·
2018 ·
2019 ·
2020 · 2021 ·
2022 ·
2023 ·
2024 ·
2025